# Love Matters
Love Matters es un programa global que brinda información sobre relaciones, sexo y amor. La idea fue desarrollada por primera vez en los Países Bajos por Michele Ernsting y Michelle Chakkalackal en RNW Media. Se le ha denominado un programa de libertad de expresión. Sus países objetivo actualmente son Kenia, Uganda, China, Egipto, México, Venezuela e India.
La plataforma se lanzó originalmente en India (encabezada por Vithika Yadav), antes de expandirse rápidamente a América Latina, África, Oriente Medio y China. Love Matters trabaja principalmente en línea a través de sus propios sitios web y canales de redes sociales. En cada región, proporciona el mismo método de entrega, pero el contenido y el idioma se adaptan a cada mercado. Busca cerrar la brecha en la información sobre salud sexual reproductiva entre jóvenes, expertos en salud sexual y educadores.
El concepto ha sido honrado por la Asociación Mundial para la Salud Sexual y también se menciona en el manifiesto de las Naciones Unidas sobre salud reproductiva.
La primera plataforma Love Matters se lanzó en noviembre de 2010 en los Países Bajos y en 2011 en India, después de la prohibición de la educación sexual en varias regiones del país asiático.
RNW Media lanzó la idea después de ver problemas a nivel mundial con la educación sexual. La cobertura en India les dio una plataforma para lanzar la idea, que surgió tras décadas de trabajo de RNW Media, utilizando radio de onda corta. El grupo de medios holandés se asoció con varias instituciones locales, incluida la Universidad Nacional Abierta Indira Gandhi.
La estrategia de lanzamiento se creó en base a una encuesta realizada a ciudadanos jóvenes indios en Delhi y Bombay. Originalmente, la plataforma se lanzó como un sitio web, pero posteriormente cambió a sitios web móviles con estilo CSS puesto que su objetivo de mercado quería acceder a la información predominantemente en sus teléfonos móviles.
El segundo lanzamiento fue en Sudamérica en 2011, con “Hablemos de Amor”. La región y el nombre se redefinieron posteriormente, y la versión latinoamericana de la plataforma se centró en tres áreas, Venezuela, México y Cuba. El título también se cambió a Hablemos de Sexo y Amor, para incluir el sexo en el título, un intento por hacer que la plataforma sea más popular entre los hombres. El siguiente paso de la plataforma fue mudarse a Kenia, donde se puso en marcha en 2012. Como parte del lanzamiento, el periódico keniano The Star, lanzó un artículo semanal y una columna de consejos, hablando sobre problemas comunes en las relaciones.
En 2013, se tomó la decisión de expandirse a China, donde comúnmente es tabú que la gente hable abiertamente sobre sexo y problemas sexuales. Esto ha contribuido al aumento del embarazo adolescente en el país. Cuando Love Matters y sus socios en China llevaron a cabo una encuesta en Pekín, encontraron que el 47% de los jóvenes nunca había recibido educación sexual formal. Del 47%, casi dos tercios querían tener acceso a más información.
Después del éxito de la plataforma en varias regiones, se expandió a Oriente Medio. La plataforma tiene como objetivo abordar muchos tabúes dentro de la cultura del Medio Oriente, que en general no ofrece educación sexual en las escuelas. Al Hubb Thaqafa, que puede traducirse en amor es cultura, está enfocado y dirigido predominantemente por mujeres del Medio Oriente. Si bien el enfoque de Love Matters va en contra de muchos puntos de vista tradicionales en países como Irán, Pakistán y Egipto, muchos lo han aceptado como una herramienta social para la educación sexual, especialmente para las mujeres de la región.